# 塚本ハマ
塚本 ハマ（つかもと ハマ、1866年7月31日（慶応2年6月20日）- 1941年（昭和16年）6月30日）は、日本の女性教育者である。旧姓は小川。

## 経歴・人物
江戸の本郷にてうまれる。幼少時に静岡県に移住し、女子高等師範学校（現在のお茶の水女子大学）に入学する。入学後両親を失った野口幽香と親交を持ち、欠席時の補佐として携わった。これにより幽香と共に1889年（明治22年）キリスト教に受洗し、卒業後は大阪女子師範学校（後の大阪第一師範学校、現在の大阪教育大学教育学部）にて教鞭を執り、その管理も務めた。後に同学校に勤務する傍ら、梅花女学校（現在の梅花女子大学）の教師も兼任した。
この頃に農学者の塚本道遠と結婚し、6人の子供を産む。その後は子育てと両立し東京女学館大学を経て母校の東京女子師範学校付属高等女学校、静岡女子高等学校の教師を経て、1911年（明治44年）には青山女学院（後の青山学院女子短期大学）の教師を務め、1914年（大正3年）から1923年（大正12年）まで同学校の教頭を務めた。またこの頃に高等女学校における初の教科書の編纂に携わった。退職後は生活改善同盟会の理事を初め、多くの団体に所属しながら全国1500ヵ所を訪れ、家事労働軽減等の講演を行い、婦人運動家としても活動した。没後は多磨霊園に葬られた。

## 親族
- 夫：道遠（農学者）
  - 長男：玄門（教育者）
  - 次男：赳夫（漢方学者）
  - 三男：憲甫（医学者）

他3人の子供が存在していた。

## 著書
- 『家事教本』- 1900年（明治33年）刊行[2][3]。日本の高等女学校における初の教科書[1][3]。
- 『家庭生活の合理化』